# Karamay
Karamay (en uigur: قاراماي, romanizado: Qaramay; en chino, 克拉玛依; pinyin, Kèlāmǎyī) es una ciudad-prefectura en el norte de la región autónoma de Sinkiang, en el noroeste de la República Popular China. El nombre Karamay viene del idioma uigur y significa "aceite negro", debido a la cantidad de petróleo en esta zona que trajo prosperidad a la región en 1955. Su área es de 7733 km² y su población total para 2022 fue cercana de 500 mil habitantes.

## Administración
la ciudad-prefectura de Karamay está conformada de 4 localidades que se administran en distritos.
- Distrito Karamay 克拉玛依区
- Distrito Dushanzi 独山子区
- Distrito Baijiantan 白碱滩区
- Distroto Orku 乌尔禾区

| Mapa                             | Mapa | Mapa | Mapa | Mapa | Mapa | Mapa | Mapa |
| -------------------------------- | ---- | ---- | ---- | ---- | ---- | ---- | ---- |
| Karamay Dushanzi Baijiantan Orku |      |      |      |      |      |      |      |

## Historia
El territorio donde yace Karamay perteneció históricamente a la zona de pastizales del norte de Xinjiang, donde alguna vez prosperaron muchas tribus nómadas. En el 702 AD, la región quedó bajo la jurisdicción del Protectorado Beiting (北庭都护). 
Durante la dinastía Song del Sur (1218), Genghis Khan derrotó al régimen chino y quedó bajo la jurisdicción del kanato mongol. Cuando Genghis Khan dividió entre sus súbditos, la actual zona de Karamay era el feudo Wokuotai (窝阔台封地). Durante la dinastía Qing (1886), se estableció la Oficina Zhili (直隶厅设) que gobernaba la parte sur de la actual ciudad, dos años después (1888), la jurisdicción de Zhili se expandió pero dividida en otra oficina que incluía la parte norte de la ciudad actual.
En el segundo año de la República de China (1913), las oficinas Zhili de se reorganizaron en condados y todavía tenían jurisdicción sobre las partes sur y norte de la ciudad. El 27 de noviembre de 1954, para cumplir con los requisitos del desarrollo de la industria petrolera en la región, el gobierno de Sinkiang aprobó el establecimiento del Comité Administrativo Local de Dushanzi, que estaba directamente bajo la jurisdicción del gobierno provincial. En febrero de 1955, se estableció el Comité de Trabajo Administrativo del Área Minera de Dushanzi. En 1956, de conformidad con la Decisión del Comité Popular sobre el establecimiento del poder político en las zonas industriales y mineras, la ciudad Dushanzi se estableció como ciudad-condado. Al mismo tiempo, el campo petrolífero de Karamay entró en un período de desarrollo y construcción a gran escala. El continuo desarrollo de la industria petrolera y el aumento de la población en el campo petrolero dieron lugar a un nuevo tipo de ciudad industrial petrolera.
El 24 de enero de 1957, la 14.ª reunión del Comité Popular de Sinkiang decidió establecer la ciudad de Karamay y la presentó al Consejo de Estado para su aprobación. El 29 de mayo de 1958, el Consejo de Estado aprobó el establecimiento de la ciudad Karamay a nivel condado. El 17 de junio del mismo año, el Comité Popular de Sinkiang emitió el "aviso" sobre el establecimiento de la ciudad Karamay y la abolición de la ciudad Dushanzi". La ciudad de Karamay se dividió en los distritos Dushanzi y Urho. 
El 29 de agosto de 1975, el Consejo de Estado aprobó el establecimiento de la ciudad Kuitun (con parte de Karamay) bajo la jurisdicción de la prefectura autónoma Yilí.
En febrero de 1982, el Gobierno de la Región Autónoma aprobó la ciudad-prefectura Karamay con control bajo cuatro distritos: Karamay, Dushanzi, Baijiantan y Urho.
El 17 de agosto de 1984, la Región Autónoma degradó a Karamay a ciudad-condado bajo la jurisdicción directa de la Región Autónoma, con oficinas en el subdistrito Dushanzi. El 8 de enero de 1990, la Región Autónoma restauró la antigua jurisdicción como ciudad-prefectura con sus distritos.

## Clima
Debido a su cercanía con el relieve del desierto de Gobi, la ciudad tiene un clima árido frío, con largos inviernos fríos pero muy secos, la primavera y el otoño son cortos y el verano es muy caliente y seco. El mes más frío es enero con -11 °C y el más caliente es julio con 40 °C, siendo la anual de 9 °C. La precipitación anual es de 106 mm.
| Parámetros climáticos promedio de Karamay (1971-2000) | Parámetros climáticos promedio de Karamay (1971-2000) | Parámetros climáticos promedio de Karamay (1971-2000) | Parámetros climáticos promedio de Karamay (1971-2000) | Parámetros climáticos promedio de Karamay (1971-2000) | Parámetros climáticos promedio de Karamay (1971-2000) | Parámetros climáticos promedio de Karamay (1971-2000) | Parámetros climáticos promedio de Karamay (1971-2000) | Parámetros climáticos promedio de Karamay (1971-2000) | Parámetros climáticos promedio de Karamay (1971-2000) | Parámetros climáticos promedio de Karamay (1971-2000) | Parámetros climáticos promedio de Karamay (1971-2000) | Parámetros climáticos promedio de Karamay (1971-2000) | Parámetros climáticos promedio de Karamay (1971-2000) |
| Mes                                                   | Ene.                                                  | Feb.                                                  | Mar.                                                  | Abr.                                                  | May.                                                  | Jun.                                                  | Jul.                                                  | Ago.                                                  | Sep.                                                  | Oct.                                                  | Nov.                                                  | Dic.                                                  | Anual                                                 |
| ----------------------------------------------------- | ----------------------------------------------------- | ----------------------------------------------------- | ----------------------------------------------------- | ----------------------------------------------------- | ----------------------------------------------------- | ----------------------------------------------------- | ----------------------------------------------------- | ----------------------------------------------------- | ----------------------------------------------------- | ----------------------------------------------------- | ----------------------------------------------------- | ----------------------------------------------------- | ----------------------------------------------------- |
| Temp. máx. media (°C)                                 | −11.2                                                 | −7.2                                                  | 4.9                                                   | 18.9                                                  | 26.3                                                  | 31.8                                                  | 33.9                                                  | 32.1                                                  | 25.3                                                  | 14.8                                                  | 2.6                                                   | -7.6                                                  | 13.7                                                  |
| Temp. mín. media (°C)                                 | −18.9                                                 | −15.6                                                 | −4.2                                                  | 7.9                                                   | 14.9                                                  | 20.5                                                  | 22.6                                                  | 20.8                                                  | 14.6                                                  | 5.7                                                   | −4.4                                                  | −13.9                                                 | 4.2                                                   |
| Precipitación total (mm)                              | 4.2                                                   | 2.1                                                   | 3.6                                                   | 6.6                                                   | 16.3                                                  | 13.1                                                  | 20.2                                                  | 15.1                                                  | 7.4                                                   | 5.6                                                   | 6.1                                                   | 5.3                                                   | 105.6                                                 |
| Días de precipitaciones (≥ 0.1 mm)                    | 7.7                                                   | 4.5                                                   | 3.9                                                   | 4.4                                                   | 6.1                                                   | 6.9                                                   | 8.1                                                   | 6.9                                                   | 5.0                                                   | 3.7                                                   | 4.4                                                   | 8.9                                                   | 70.5                                                  |
| Horas de sol                                          | 140.0                                                 | 159.7                                                 | 220.5                                                 | 258.8                                                 | 291.9                                                 | 295.8                                                 | 302.5                                                 | 298.1                                                 | 266.2                                                 | 221.5                                                 | 139.3                                                 | 99.8                                                  | 2694.1                                                |
| Humedad relativa (%)                                  | 78                                                    | 75                                                    | 57                                                    | 33                                                    | 30                                                    | 29                                                    | 31                                                    | 30                                                    | 32                                                    | 44                                                    | 63                                                    | 77                                                    | 48.3                                                  |
| Fuente: 中国气象局 国家气象信息中心                   |                                                       |                                                       |                                                       |                                                       |                                                       |                                                       |                                                       |                                                       |                                                       |                                                       |                                                       |                                                       |                                                       |